# Ángel Antonio Montes Abalde
Ángel Antonio Montes Abalde (Matamá, een parochie van Vigo, 1977) is een Spaans componist, muziekpedagoog, dirigent en trombonist.

## Levensloop
Montes Abalde leerde al op 10-jarige leeftijd in de muziekschool van de Banda de Música Agrupación Musical Atlántida de Matamá de trombone te bespelen. Vervolgens studeerde hij trombone en compositie aan het Conservatorio de Música de Vigo. Hij behaalde zijn diploma's voor trombone in oktober 2005 en voor compositie in maart 2007. Later volgde hij ook de muziekopleiding aan de universiteit van Vigo. Naast zijn Banda de Música Agrupación Musical Atlántida de Matamá is hij ook lid in het Orquestra Clásica de Vigo.
Sinds 2004 is hij dirigent van de Banda Escola da Unión Veciñal e Cultural de Candeán (Vigo). In oktober 2006 won hij met dit jeugdharmonieorkest een 1e prijs met lof tijdens het "Certamen Provincial de Bandas de Música Populares da Deputatión de Pontevedra". Verder is hij docent voor harmonie en harmonieorkest aan het "Conservatorio Profesional de Música de Vigo".
Als componist won hij een tweede prijs tijdens de compositiewedstrijd van het "39 Festival de Vilancicos Caixanova".

## Composities

### Werken voor banda (harmonieorkest)
- 2006 A creación, voor banda - première: maart 2006 door La Banda del Conservatorio Superior de Música de Vigo, o.l.v. Javier Viceiro Filgueira[1][2]
- 2011 Pontus Veteris (Pontevedra), voor banda
- 2011 Musica facta est, paso doble

### Vocale muziek

#### Werken voor koor
- O paxaro, voor solisten en gemengd koor

## Media
1. ↑  A creación (1/2), door Banda de Música Municipal de Valga
2. ↑  A creación (2/2), door "Banda de Música Popular de Rubiós" o.l.v. Rafael Pérez Dopeso